# حاملة طائرات خفيفة

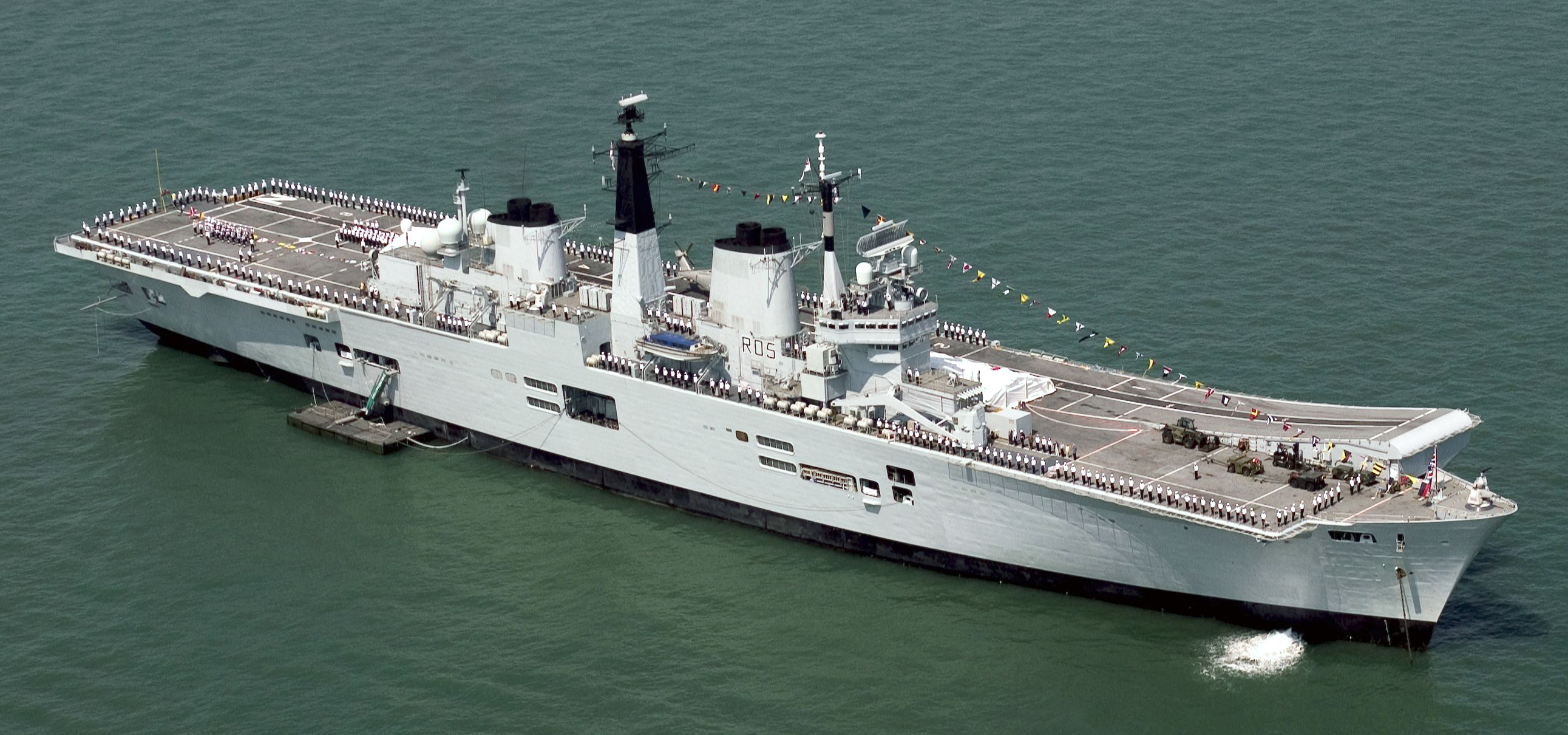
تعد اتش ام اس انفينسبول HMS Invincible التابعة للبحرية الملكية أول حاملة طائرات خفيفة مزودة بمنحدر للإقلاع.

حاملة الطائرات الخفيفة، أو حاملة الأسطول الخفيفة، هي حاملة طائرات أصغر من حاملات الطائرات القياسية التابعة للبحرية. يَختلف التعريف الدقيق لها حسب البلد؛ عادةً ما تمتلك الناقلات الخفيفة مجموعة من الطائرات يتراوح عددها بين نصف إلى ثلثي حجم حاملة الأسطول كاملة الحجم. الناقلات الخفيفة مُخصصة لسرعات أعلى لمجاراة حاملات الأسطول الكاملة. حيث أن الحاملات الكاملة بطيئة الحركة.

## التاريخ

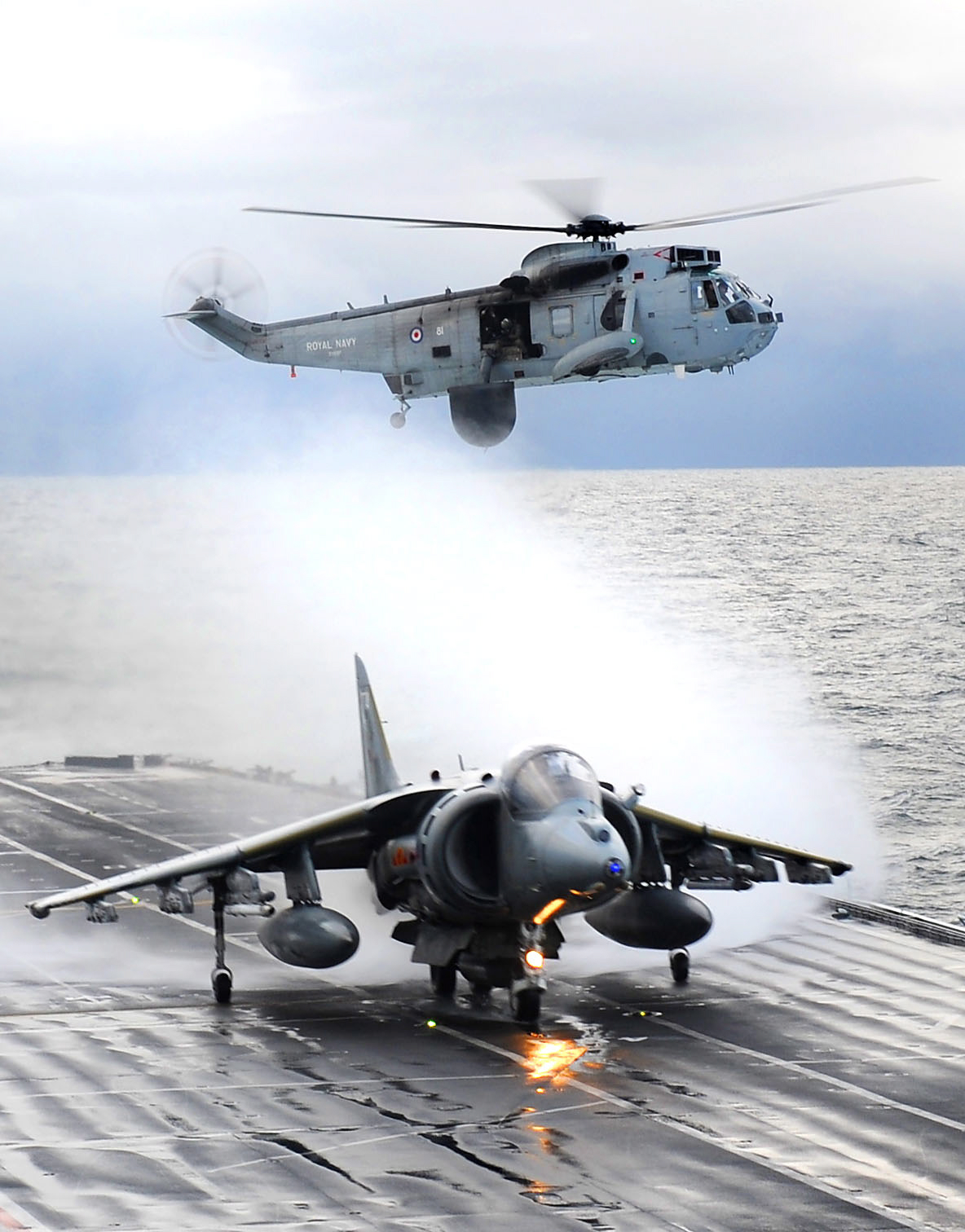
المقاتلة V/STOL ومروحية مُخصصتان لمهام حاملات الطائرات الخفيفة.

في الحرب العالمية الثانية ، أنتجت البحرية الأمريكية عددًا من الناقلات الخفيفة عن طريق تحويل هياكل الطرادات (تحويل السقف لمدرج طيران وهبوط). على سبيل المثال تم إنتاج طراز السفن Independence الاستقلال ، عن طريق تحويلها من الطرادات الخفيفة Cleveland-class. لكنها كانت سفنًا غير مُرضية للطيران بأسطحها الضيقة والقصيرة وهياكلها النحيلة.
كان لدي تلك الناقلات الخفيفة السرعة الكافية للمشاركة في عمليات الأسطول مع الناقلات الأكبر حجمًا.

## قائمة الناقلات الخفيفة

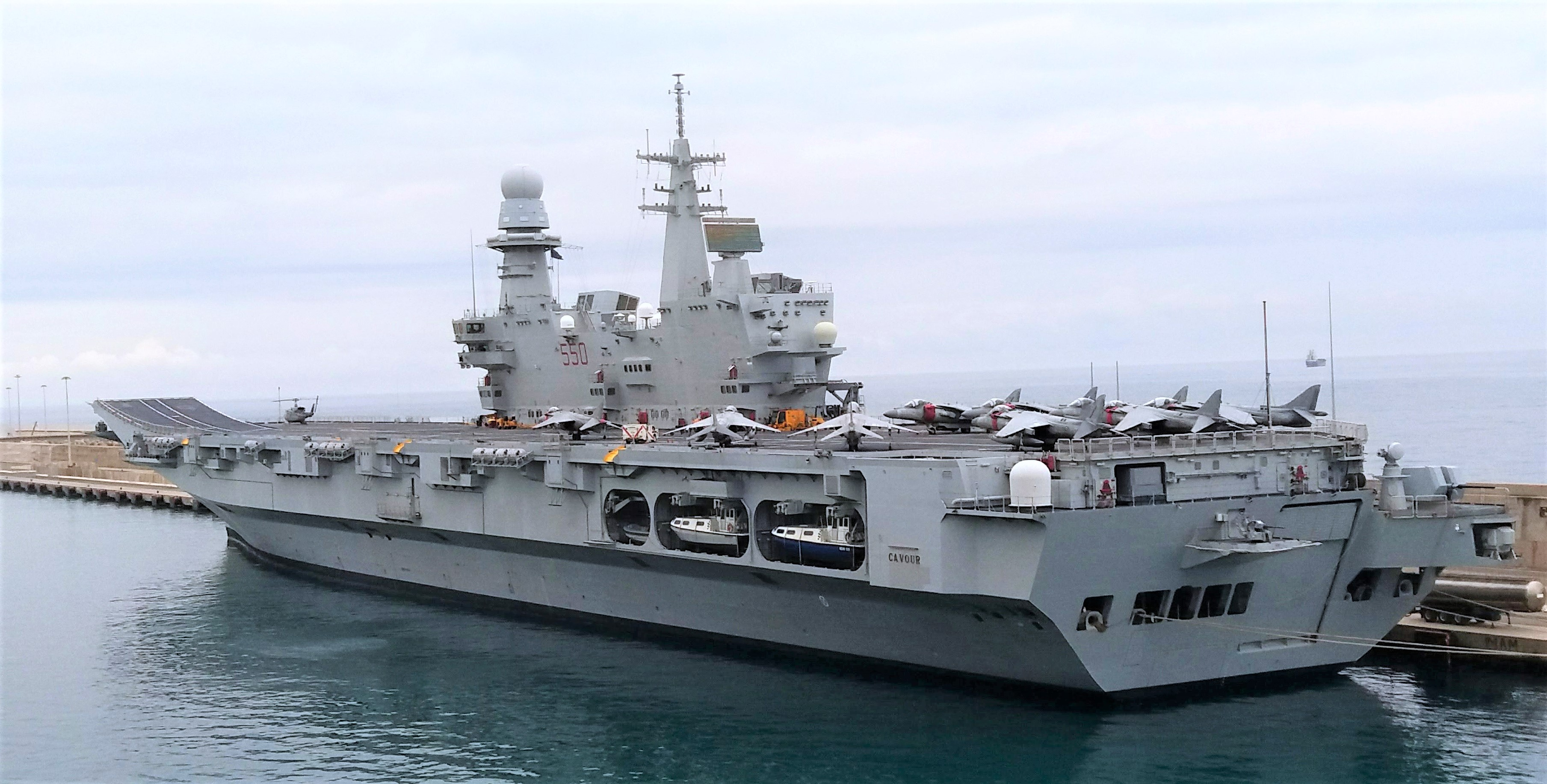
البحرية الإيطالية كافور ، جميع حاملات الطائرات الخفيفة الحديثة مجهزة بمنحدر قفز التزلج.

### الناقلات في الخدمة
إيطاليا
- Giuseppe Garibaldi
- Cavour

تايلاند
- HTMS Chakri Naruebet

تركيا
- تي سي جي الأناضول

### الحاملات خارج الخدمة
الأرجنتين
- ARA Independencia (Colossus class)
- ARA Veinticinco de Mayo (Colossus class)

أستراليا
- HMAS Sydney (Majestic class)
- HMAS <i id="mwbw">Vengeance</i> (Colossus class)
- HMAS Melbourne (Majestic class)

كندا
- HMCS Warrior (Colossus class)
- HMCS Magnificent (Majestic class)
- HMCS Bonaventure (Majestic class)

البرازيل
- Minas Gerais (Colossus class)

فرنسا
- فئة لافاييت (فئة الاستقلال سابقًا):
  - Bois Belleau
  - La Fayette
- Arromanches (فئة العملاق )

اليابان
- Hōshō
- Ryūjō
- Zuihō class[1][2]
  - Zuihō
  - Shōhō
- Ryūhō[3][4]
- Chitose class[5][6]
  - Chitose
  - Chiyoda

الهند
- INS Vikrant (Majestic class)
- INS Viraat (Centaur class)

هولندا
- HNLMS Karel Doorman (Colossus class)

إسبانيا
- Dédalo (Independence class)
- Príncipe de Asturias

المملكة المتحدة
- أتش أم أس Hermes
- أتش أم أس Unicorn
- 1942 Design Light Fleet Carrier
  - Colossus class
    - أتش أم أس Colossus
    - أتش أم أس Glory
    - أتش أم أس Ocean
    - أتش أم أس Venerable
    - أتش أم أس Vengeance
    - أتش أم أس Pioneer (maintenance carrier)
    - أتش أم أس Warrior
    - أتش أم أس Theseus
    - أتش أم أس Triumph
    - أتش أم أس Perseus (maintenance carrier)

  - Majestic class (none saw service in the Royal Navy)
    - <i id="mw9Q">Majestic</i> (entered service as HMAS Melbourne)
    - <i id="mw-Q">Terrible</i> (entered service as HMAS Sydney)
    - <i id="mw_Q">Magnificent</i> (entered service as HMCS Magnificent)
    - <i id="mwAQE">Hercules</i> (entered service as INS Vikrant)
    - <i id="mwAQU">Powerful</i> (entered service as HMCS Bonaventure)
- Centaur class
  - أتش أم أس Centaur
  - أتش أم أس Albion
  - أتش أم أس Bulwark
  - أتش أم أس Hermes
- Invincible class
  - أتش أم أس Invincible
  - أتش أم أس Illustrious
  - أتش أم أس Ark Royal

الولايات المتحدة
- Independence class
  - USS Bataan
  - USS Belleau Wood
  - USS Cabot
  - USS Cowpens
  - USS Independence
  - USS Langley
  - USS Monterey
  - USS Princeton
  - USS San Jacinto
- Saipan class
  - USS Saipan
  - USS Wright

## أنظر أيضا
- حاملة طائرات حربية مضادة للغواصات
- الناقل المرافق لمرحلة ما بعد الحرب العالمية الثانية
- حاملة طائرات الهليكوبتر
- سفينة هجومية برمائية
- هبوط طائرات الهليكوبتر الهجومية
- رصيف هبوط طائرات الهليكوبتر
- منصة هبوط طائرات الهليكوبتر
- قائمة حاملات STOVL
- قائمة حاملات الطائرات في الحرب العالمية الثانية
- قائمة حاملات الطائرات المرافقة في الحرب العالمية الثانية

## ملحوظات
1. ↑  Watts (1967), p. 49
2. ↑  Brown (1977), pp. 21–22
3. ↑  Watts (1967), pp. 54 & 56
4. ↑  Brown (1977), pp. 26–27
5. ↑  Watts (1967), p. 56
6. ↑  Brown (1977), pp. 27–28